# A Very Natural Thing
A Very Natural Thing è un film del 1974 diretto da Christopher Larkin.

## Trama
David rinuncia ai suoi voti come monaco e, dopo aver lasciato il monastero in cui ha vissuto, si reinventa come insegnante di letteratura inglese. Una sera incontra Mark in un gay bar a New York e i due passano la notte insieme; da quello che sembrava sesso occasionale nasce una relazione e Mark e David vanno a convivere. Per quanto David voglia una relazione monogama, Mark continua ad avere rapporti sessuali con altri uomini, affermando di non volere una relazione basata sul modello delle coppie eterosessuali.
I due vanno in crisi e, dopo circa un anno, decidono di trascorrere un fine settimana a Fire Island. Per amore di Mark, David decide di provare ad essere sessualmente più avventuroso e tenta anche di prendere parte a un'orgia, per poi rinunciare all'ultimo momento. La coppia litiga e decide di separarsi per qualche tempo. Dopo alcune settimane i due si incontrano a Coney Island e David capisce che una riconciliazione è impossibile: Mark è interessato solo al sesso, mentre lui desidera una relazione romantica.
Durante il Gay Pride del 1973, David incontra Jason, un fotografo con un matrimonio fallito alle spalle e un figlio piccolo, P.J. I due intraprendono una relazione e, al contrario di Mark, anche Jason rifiuta le coppie aperte e vuole una relazione monogama. Informa la ex moglie di aver conosciuto una persona speciale con cui intende trascorrere il Labor Day e i due trascorrono le feste felici a Cape Cod.

## Distribuzione
Il film fu presentato in prima mondiale a New York nel giugno 1974, per poi essere distribuito nelle sale statunitensi da New Line Cinema.

## Accoglienza
Il film fu accolto tiepidamente dalla critica all'uscita nelle sale. L'aggregatore di recensioni Rotten Tomatoes riporta un indice di gradimento pari all'80%.